# Hugh O'Neill
Hugh O'Neill (Aodh Mór Ó Néill; 1540 circa – Roma, 20 luglio 1616) è stato un condottiero irlandese del tardo XVI secolo e divenne terzo Conte di Tyrone (noto anche come Grande Conte).
La carriera di O'Neill si sviluppò sullo sfondo della cosiddetta riconquista Tudor dell'Irlanda, ed è noto per aver guidato la resistenza e la ribellione irlandese dell'Ulster durante la Guerra dei Nove Anni, la più grave minaccia contro l'autorità inglese in Irlanda dal tempo della conquista Anglo-Normanna del 1172.

## Le origini e la carriera
O'Neill proveniva da un ramo del clan O'Neill che le autorità inglesi avevano riconosciuto come legittimi successori del ruolo di capoclan degli O'Neill e quindi del titolo di Conte di Tyrone. Egli era il secondogenito di Matthew, reputato figlio illegittimo di Conn O'Neill, primo Conte di Tyrone. Tuttavia la sua successione venne violentemente disputata dagli altri rami degli O'Neill, soprattutto da parte di Shane O'Neill. Suo padre, Matthew (conosciuto con il nome irlandese di Fear Dorcha o "Uomo Nero"), venne ucciso dai seguaci di Shane, e Hugh venne bandito dal territorio degli O'Neill nell'Ulster centrale.
O'Neill succedette a suo fratello, Brian, come barone di Dungannon, quando quest'ultimo venne assassinato da Shane O'Neill nel 1562. Hugh venne condotto nel Pale, dalla famiglia degli Hoveneden, ma dopo la morte di Shane fece ritorno nell'Ulster nel 1567 sotto la protezione di Sir Henry Sidney, Lord Deputy of Ireland. Nel Tyrone, il cugino di Hugh, Turlough Luineach O'Neill era succeduto a Shane O'Neill in qualità di The O'Neill, o capoclan, ma non venne riconosciuto dall'autorità inglese come legittimo Conte di Tyrone. La corona inglese supportò Hugh O'Neill come legittimo pretendente nella speranza che diventasse un utile alleato nell'Ulster sotto il controllo della nobiltà Gaelica. Durante la seconda Rivolta dei Desmond nel Munster, egli combatté a fianco degli inglesi nel 1580 contro Gerald FitzGerald, quindicesimo Conte di Desmond, e aiutò Sir John Perrot contro gli Scozzesi dell'Ulster nel 1584. L'anno successivo gli fu concesso di presenziare al parlamento in qualità di Conte di Tyrone e, nel 1587 dopo una visita alla Corte d'Inghilterra, gli furono assegnate le proprietà di suo nonno, il primo conte di Tyrone, Conn O'Neill. Le sue continue dispute con Turlough vennero alimentate dagli inglesi con lo scopo di indebolire il potere degli O'Neill, ma dopo la nomina di Hugh a the O'Neill nel 1595, egli rimase senza rivali nel nord.
La carriera di O'Neill è segnata da una continua duplicità: egli sembrò sottomettersi all'autorità inglese, ed allo stesso tempo tramare contro il governo di Dublino insieme agli altri nobili irlandesi. Sembra che sia stato combattuto se considerare la sua posizione come capo degli O'Neill la migliore opportunità per allearsi con gli inglesi o per unirsi ai ribelli contro la loro avanzata nell'Ulster. Agli inizi del 1590, il governo inglese nell'Ulster prese la forma di Sovrintendenza Provinciale, con a capo il colono Henry Bagenal. Nel 1591, O'Neill scatenò le ire del Bagenal allacciando una relazione amorosa con sua sorella di quest'ultimo, Mabel; ma in seguito appoggiò suo cognato per sconfiggere Hugh Maguire a Belleek nel 1593. Dopo la morte di Mabel, egli cambiò improvvisamente bandiera opponendosi al governo e cercando aiuto dalla Spagna e dalla Scozia contro gli inglesi. Nel 1595, Sir John Norreys venne inviato in Irlanda insieme a una considerevole armata con il proposito di sottomettere O'Neill, ma costui riuscì a prendere possesso del forte di Blackwater prima che Norris fosse pronto, e dopo che venisse proclamato traditore a Dundalk. La guerra che ne seguì fu nota come Guerra dei Nove Anni.

## La Guerra dei nove anni
O'Neill seguì la politica di Shane nell'armare la popolazione, piuttosto che confidare unicamente sulle forze mercenarie, come i redshank scozzesi ed i bonnaught.
Questa scelta gli permise di mettere in campo una forza tattica impressionante, con tanto di archibugi e polvere da sparo forniti dalla Spagna e dalla Scozia, e nel 1595 diede un colpo inaspettato alle autorità della corona inglese mettendo in rotta un contingente di soldati inglesi nella battaglia di Clontibret.
A dispetto della tradizionale inimicizia tra la sua gente e gli O'Donnell, O'Neill si alleò con Hugh Roe O'Donnell, figlio del precedente alleato di Shane e nemico Hugh O'Donnell, ed i due capoclan aprirono delle relazioni diplomatiche con il re Filippo II di Spagna. In alcune delle loro missive destinate al re - intercettate dalle spie del Lord Deputy of Ireland, Sir William Russell - essi mostrano di essersi autoproclamati campioni in nome della Chiesa cattolica, rivendicando la libertà di coscienza così come la libertà politica per la popolazione nativa dell'Irlanda. Nell'aprile del 1596, O'Neill ricevette garanzie di aiuti dalla Spagna, e scelse allora di temporeggiare con le autorità inglesi, fingendo di professare fedeltà alla corona come richiedevano le circostanze. Questa condotta fu vincente e persino quando Sir John Norris cercò di smascherarlo, O'Neill riuscì a ritardare i tentativi inglesi di penetrare nel suo territorio per oltre due anni.

### La battaglia di Yellow Ford
Nel 1598, fu accordata una cessazione delle ostilità e un formale perdono per O'Neill da parte di Elisabetta I d'Inghilterra. Dopo due mesi appena O'Neill scese di nuovo in campo e il 14 agosto 1598 distrusse una armata inglese nella battaglia di Yellow Ford lungo il fiume Blackwater, nella quale venne ucciso Henry Bagenal; questa fu la più grande sconfitta mai subita dagli inglesi in Irlanda.
Se O'Neill fosse stato capace di sfruttare appieno il suo vantaggio, avrebbe rovesciato con successo il potere inglese sull'isola, poiché focolai di ribellione scossero l'intero paese, soprattutto al sud, dove James Fitzthomas Fitzgerald rivendicava i suoi diritti sulla contea di Desmond. Al contrario, O'Neill attese gli aiuti dal continente che, a dispetto della sua crescente fama in Europa come comandante, non sarebbero arrivati così presto.

### Il Conte di Essex
Otto mesi dopo la battaglia di Yellow Ford, giunse un nuovo luogotenente, Robert Devereux, secondo Conte di Essex, che sbarcò in Irlanda con la più imponente forza di spedizione mai inviata dall'Inghilterra e composta da 17.000 soldati. L'Essex capì che O'Neill aspettava di vedere quali sarebbero state le sue manovre, e agendo dietro diretto ordine nella regina, dopo alcune disastrose manovre nel sud dell'isola, ebbe un colloquio con Tyrone al guado sul fiume Lagan il 7 settembre 1599, e riuscì a stipulare una tregua. Ma Elisabetta non apprezzò la sua iniziativa non accettando né le condizioni favorevoli concesse ad O'Neill né il fatto che l'Essex l'avesse trattato come suo pari. Il Devereux lasciò l'Irlanda diretto alla corte inglese senza il permesso della regina, una manovra disperata che culminò con un suo tentativo fallito di attentare all'autorità della sovrana che lo fece condannare a morte per tradimento.
La regina si trovò in una situazione problematica, in quanto la vita politica era allora dominata dalla questione della successione al trono, proprio quando il suo più abile comandante militare era stato umiliato da O'Neill nel bel mezzo della guerra Anglo-Spagnola. Il conte ribelle continuò a preparare le sue misure insieme ai ribelli irlandesi nel Munster, e redasse un manifesto per i Cattolici Irlandesi, invitandoli ad unirsi alla sua lotta in nome di quella religione che gli era così cara. Dopo una campagna di devastazione nel Munster contro le colonie inglesi nel gennaio del 1600, O'Neill raggiunse in fretta il nord verso il Donegal, dove ricevette aiuti dalla Spagna e una testimonianza di incoraggiamento da parte di Papa Clemente VIII. Da quel momento la controversa figura del Gesuita James Archer, divenne il suo rappresentante di fatto alla corte spagnola.

### La battaglia di Kinsale

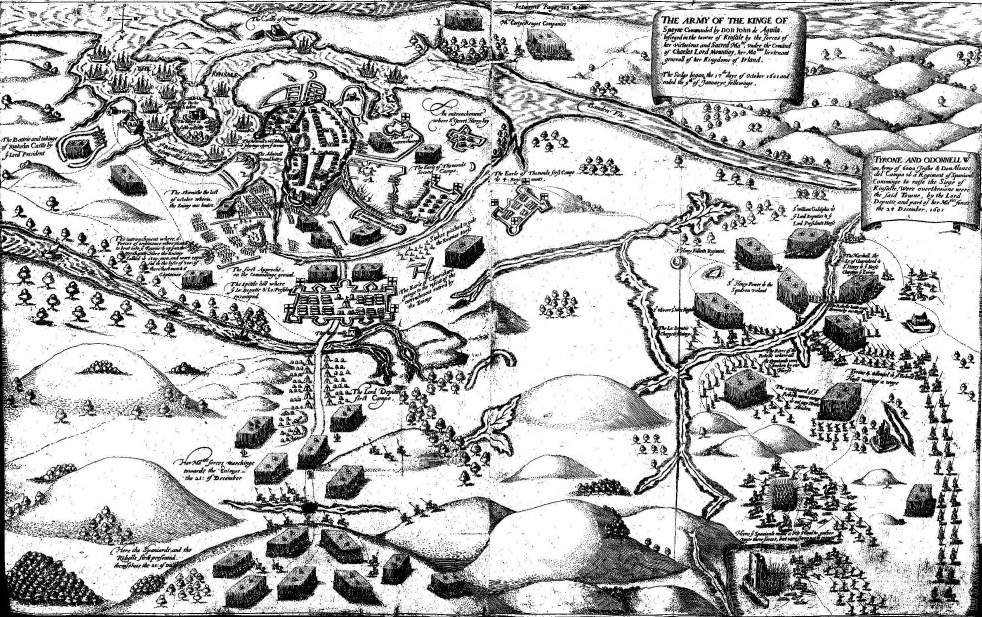
Rappresentazione del 1633 della Battaglia di Kinsale

Nel maggio del 1600 gli inglesi ottennero un importante vantaggio strategico, quando Sir Henry Docwra, a capo di una considerevole armata, prese posizione nelle retroguardie di O'Neill nei pressi di Londonderry; nel frattempo il nuovo Lord Deputy of Ireland, Sir Charles Blount, quinto Barone Mountjoy (un protetto dell'Essex), marciò in supporto della manovra da Westmeath a Newry, costringendo O'Neill a ritirarsi ad Armagh. Venne offerta una lauta ricompensa a chiunque avesse catturato il capo della ribellione, vivo o morto.
Nell'ottobre del 1601, i tanto attesi aiuti dalla Spagna giunsero sotto forma di un esercito sotto la guida di Don Juan de Aguila, che occupò la città di Kinsale nell'estremo sud dell'isola. Mountjoy si affrettò a contenere l'invasione degli spagnoli, mentre O'Neill e O'Donnell vennero costretti a separarsi nella loro marcia da nord, attraversando i territori difesi da Sir George Carew, nel pieno di un inverno rigidissimo. Presso Bandon i due eserciti si unirono nuovamente, e serrarono l'armata inglese che teneva d'assedio gli spagnoli. Gli inglesi erano in condizioni davvero critiche, con molte delle truppe sfiancate dalla dissenteria, e l'estrema rigidezza dell'inverno aveva reso impossibile la vita da campo. Ma a causa della scarsa comunicazione con gli spagnoli assediati e dall'incapacità di fronteggiare una coraggiosa carica della cavalleria inglese, l'esercito di O'Neill venne sbaragliato. L'esercito ribelle irlandese fu costretto alla ritirata e il comandante spagnolo si arrese agli inglesi. La sconfitta alla battaglia di Kinsale rappresentò per O'Neill la fine delle sue speranze di vincere la guerra.
O'Donnell si recò in Spagna alla ricerca di ulteriore assistenza militare, ma trovò solo la morte (forse per un sospetto avvelenamento), ed O'Neill, con un esercito in rotta, marciò nuovamente verso nord, rinnovando la sua politica di duplicità manifestando di cercare il perdono degli inglesi ma nel contempo lottando per difendere il territorio. Agli inizi del 1603, Elisabetta diede istruzioni al Mountjoy di aprire i negoziati con il capo dei ribelli, e O'Neill si arrese a Mountjoy l'aprile successivo, inconsapevole della morte della regina.

### Gli accordi di pace e la Fuga dei Conti
Mentre era a Dublino trattando con Mountjoy, O'Neill sentì la notizia dell'ascesa al trono di Giacomo I d'Inghilterra, alla cui corte si presentò personalmente in giugno accompagnato da Rory O'Donnell, primo Conte di Tyrconnell, che era diventato capo clan degli O'Donnell dopo la morte di suo fratello Hugh Roe.
I cortigiani inglesi si adirarono terribilmente per la accondiscendenza accordata dal re a quei nobili ribelli. Sebbene Tyrone venisse confermato nel suo titolo e nei suoi possedimenti, non appena tornato in Irlanda aprì subito una controversia con il governo. Una forte politica di restrizione dei suoi diritti e dei suoi poteri per mezzo della common law ebbe ben presto i primi frutti: nel caso del Bann Fishery 1609, il governo stabilì che i suoi titoli a beneficio di quella proprietà dovessero essere resi nulli in nome della conquista Anglo-Normanna del 1172, un precedente, questo, che ebbe implicazioni significative per la nobiltà Gaelica.
Fu per la disputa sui diritti degli O'Neill su alcuni feudatari - il più importante dei quali era Donal O'Cahan - che portò alla fuga di O'Neill dall'Irlanda. Questa controversia si prolungò fino al 1607, anno in cui O'Neill decise di recarsi a Londra per sottomettere la questione direttamente al re. Avvertito, però, del suo imminente arresto (e forse persuaso da Rory O'Donnell - divenuto Conte di Tyrconnel nel 1603 - le cui relazioni con la Spagna erano state scoperte) O'Neill decise di partire dall'Irlanda.

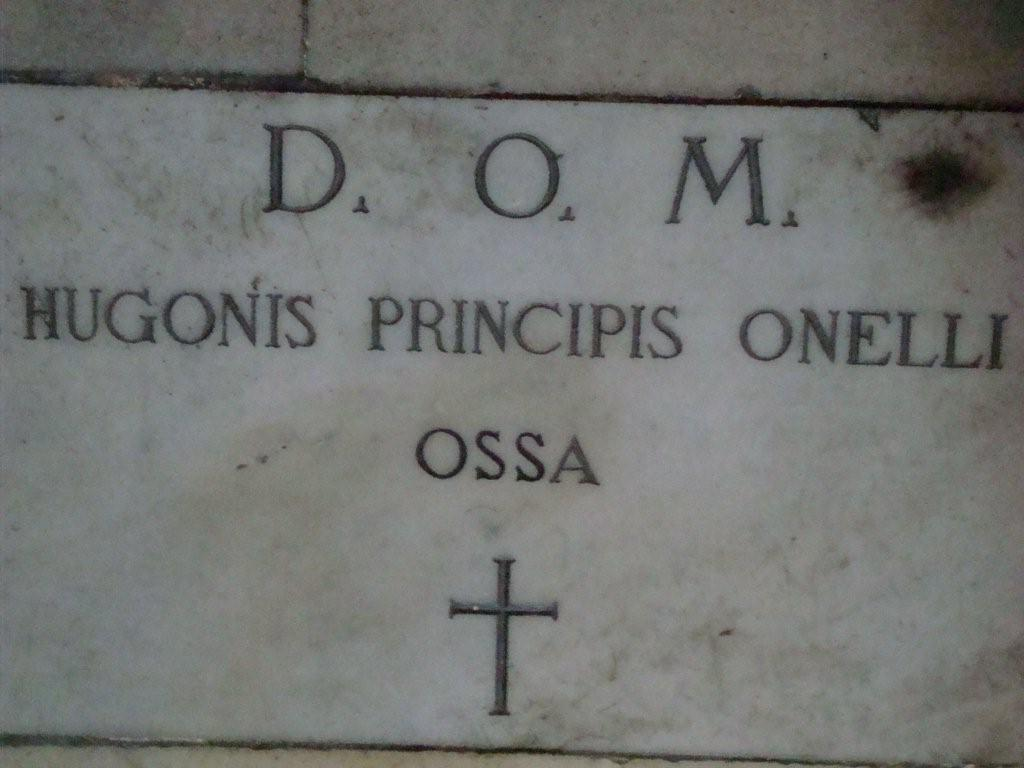
La tomba di Hugh O'Neill a San Pietro in Montorio, Roma

La Fuga dei Conti, uno degli episodi più celebrati della storia Irlandese, avvenne il 14 settembre 1607, quando O'Neill e O'Donnell s'imbarcarono a mezzanotte a Rathmullan sul Lough Swilly, con le mogli, i familiari ed i loro seguaci, per un numero complessivo di novantanove persone, diretti verso la Spagna. Costretti da vento contrario a cercare rifugio nell'estuario della Senna, trascorsero l'inverno nei Paesi Bassi. Nell'aprile del 1608, si recarono a Roma, dove vennero accolti e ospitati da Papa Paolo V. O'Donnell morì a Roma nello stesso anno.
Nel 1613 O'Neill venne dichiarato fuorilegge dal parlamento irlandese ed i suoi beni vennero confiscati. Morì a Roma anch'egli il 20 luglio 1616. Durante i nove anni del suo esilio romano cercò con ogni mezzo di organizzare il suo ritorno in madrepatria. Alla notizia della sua morte i poeti di corte irlandesi diedero vita alla celebre Sfida dei bardi.
O'Neill si sposò quattro volte ed ebbe un gran numero di figli, legittimi ed illegittimi. Uno di questi, fu Sean o John O'Neill e venne riconosciuto da re Filippo III di Spagna come quarto Conte di Tyrone nel 1616.
Sean o John trascorse la sua vita al servizio della corona spagnola come comandante di reggimento nelle Fiandre.